# Zelotes arnoldii
Zelotes arnoldii är en spindelart som beskrevs av Dmitry Evstratievich Kharitonov 1946. Zelotes arnoldii ingår i släktet Zelotes och familjen plattbuksspindlar. Inga underarter finns listade i Catalogue of Life.